# مقاطعة أروس
مقاطعة أروس هي إحدى مقاطعات الدانمارك السابقة.